# Destylacja ekstrakcyjna
Destylacja ekstrakcyjna – jeden z rodzajów destylacji z użyciem czynnika rozdzielającego, czyli dodatkowego składnika, wprowadzanego do rozdzielanej mieszaniny w celu zmiany względnej lotności jej pierwotnych składników. Zwiększenie stosunku lotności umożliwia rozdzielenie mieszaniny lub ułatwia proces rozdzielania. W przypadku destylacji ekstrakcyjnej czynnik rozdzielający jest mało lotny. Opuszcza urządzenie do destylacji wraz z mniej lotnym składnikiem lub składnikami mieszaniny – z cieczą pozostającą po odpędzeniu składników lotnych (ciecz wyczerpana). Do grupy procesów destylacji z użyciem czynnika rozdzielającego należy również destylacja azeotropowa i destylacja zeotropowa.
Proces destylacji ekstrakcyjnej może być prowadzony w sposób ciągły, w zestawie dwóch kolumn rektyfikacyjnych. 
Najprostszym przypadkiem jest rozdzielanie mieszaniny dwóch składników o podobnej lotności (A i B) z użyciem czynnika rozdzielającego (E, ”ekstrahent”). Na środkowe półki kolumny pierwszej jest wprowadzana rozdzielana mieszanina A+B, a na górne półki – czynnik rozdzielający E. Ponieważ jest on trudno lotny, odparowuje w minimalnym stopniu, a powoduje zwiększenie lotności składnika A, którego pary wędrują na wyższe półki, a następnie do wylotowego skraplacza. 
Mieszanina E+A+B, z rosnącą ilością B i malejącą ilością A, spływa w dół. Z dolnej części kolumny odprowadza się roztwór B w E, który wprowadza się na środkowe półki drugiej kolumny. Jest ona zwykle mniejsza od pierwszej, ponieważ różnice między lotnościami B i E są duże. Ten etap procesu pozwala odzyskać czysty składnik B oraz czynnik rozdzielający E, który jest zawracany na szczyt kolumny pierwszej.
Ostateczny efekt przypomina ekstrakcję składnika B z mieszaniny A+B (pary płynące w górę) rozpuszczalnikiem E (ciecz spływająca w dół), co wyjaśnia nazwę ”destylacja ekstrakcyjna”.